# جایزه انجمن منتقدان فیلم منطقه واشینگتن دی.سی. برای بهترین گروه بازیگران
جایزه انجمن منتقدان فیلم منطقه واشینگتن دی.سی. برای بهترین گروه بازیگران (به انگلیسی: Washington D.C. Area Film Critics Association Award for Best Ensemble) یکی از جوایز سالانه است که توسط انجمن منتقدان فیلم منطقه واشینگتن دی.سی. اهدا می‌شود.

## برندگان

### دهه ۲۰۰۰
| سال  | فیلم                    | گروه بازیگران |
| ---- | ----------------------- | --- |
| ۲۰۰۲ | آرایشگاه                | آنتونی اندرسون سدریک اینترتینر کیث دیوید مایکل ایلی ایو تروی گاریتی جاسمین لویس سین پاتریک توماس                                                                                            |
| ۲۰۰۳ | در واقع عشق             | روآن اتکینسون الیشا کاتبرت چیویتل اجیوفور کالین فرث گرگور فیشر مارتین فریمن هیو گرانت کیرا نایتلی اندرو لینکلن لورا لینی لولو پاپلول مارتین مک‌کاچن لیام نیسون بیل نای آلن ریکمن اما تامپسون |
| ۲۰۰۴ | درخشش ابدی یک ذهن پاک   | جین آدامز جیم کری دیوید کراس کیریستن دانست مارک رافلو تام ویلکینسون کیت وینسلت الایجا وود                                                                                                   |
| ۲۰۰۵ | غرور و تعصب             | کلاودی بلکلی برندا بلتین جودی دنچ تام هالندر روپرت فرند کیرا نایتلی متیو مک‌فادین جنا مالون کری مولیگان رزمند پایک کلی رایلی تلولا رایلی دونالد ساترلند                                      |
| ۲۰۰۶ | میس سان‌شاین کوچولو      | آلن آرکین ابیگیل برسلین استیو کرل تونی کولت پل دینو گرگ کینر |
| ۲۰۰۷ | جایی برای پیرمردها نیست | خاویر باردم جاش برولین بری کوربین بت گرانت وودی هرلسون تس هارپر تامی لی جونز کلی مکدونالد                                                                                                   |
| ۲۰۰۸ | تردید                   | ایمی آدامز وایولا دیویس فیلیپ سیمور هافمن مریل استریپ |
| ۲۰۰۹ | مهلکه                   | کریستیان کامارگو ریف فاینز برایان گراتی اوانجلین لیلی آنتونی مکی دیوید مورس گای پیرس جرمی رنر                                                                                               |

### دهه ۲۰۱۰
| سال  | فیلم                             | گروه بازیگران |
| ---- | -------------------------------- | --- |
| ۲۰۱۰ | شهر                              | بن افلک کریس کوپر ربکا هال جان هم بلیک لایولی پیت پاستویت جرمی رنر اسلین تیتوس ولیور                                                                                            |
| ۲۰۱۱ | ساقدوش‌ها                         | رز بیرن جیل کلایبورگ الی کمپر مت لوکاس ملیسا مک‌کارتی وندی مک‌لندن کاوی کریس اودوود مایا رودولف کریستن ویگ ربل ویلسون                                                             |
| ۲۰۱۲ | بینوایان                         | سمنتا بارکس ساشا بارون کوهن هلنا بونهام کارتر راسل کرو ان هتوی هیو جکمن ادی ردمین آماندا سایفرد آرون تویت کلم ویلکینسون                                                         |
| ۲۰۱۳ | ۱۲ سال بردگی                     | بندیکت کامبربچ پل دینو گرت دیلاهانت چیویتل اجیوفور مایکل فاسبندر پل جیاماتی تاران کیلام اسکوت مک‌نری لوپیتا نیونگو ادپرو اودیه سارا پلسون برد پیت مایکل کی. ویلیامز الفری وودارد |
| ۲۰۱۴ | بردمن                            | مایکل کیتون ادوارد نورتون اما استون نائومی واتس آندره‌آ ریسبرو زک گالیفیناکیس ایمی رایان لینزی دانکن جرمی شاموس مریت ویور بنجامین کانس                                           |
| ۲۰۱۵ | اسپات‌لایت                        | بیلی کروداپ برایان دارسی جیمز مایکل کیتون ریچل مک‌آدامز مارک رافلو لیو شرایبر جان اسلتری استنلی توچی                                                                             |
| ۲۰۱۶ | اگر سنگ از آسمان ببارد           | جف بریجز کریس پاین بن فاستر گیل بیرمنگام مارین ایرلند کتی میکسون دیل دیکی کوین رانکین ملانی پاپالیا                                                                             |
| ۲۰۱۷ | سه بیلبورد خارج از ابینگ، میزوری | فرانسیس مک‌دورمند وودی هرلسون سم راکول جان هاکس پیتر دینکلیج لوکاس هجز ابی کورنیش سامارا ویوینگ کلب لندری جونز کلارک پیترس دارل بریت گیبسون کاترین نیوتون کری کندن ژلیکو ایوانک  |
| ۲۰۱۸ | سوگلی                            | جو آلوین الیویا کلمن نیکلاس هولت اما استون ریچل وایس |
| ۲۰۱۹ | چاقوکشی                          | دنیل کریگ کریس ایوانز آنا د آرماس جیمی لی کرتیس مایکل شنون دان جانسون تونی کولت کیت استنفیلد کاترین لانگفورد جیدن مارتل کریستوفر پلامر نوآ سیگان ادی پترسن ریکی لیندهوم         |

### دهه ۲۰۲۰
| سال  | فیلم           | گروه بازیگران                                       |
| ---- | -------------- | --------------------------------------------------- |
| ۲۰۲۰ | یک شب در میامی | کینگزلی بن-ادیر الی گوری آلدیس هاج لسلی اودم جونیور |